# 1939 у футболі
Нижче наведені футбольні події 1939 року у всьому світі.

## Засновані клуби
- Шахтар (Свердловськ)

## Національні чемпіони
- Аргентина: Індепендьєнте (Авельянеда)
- Нідерланди: Аякс (Амстердам)
- Німеччина: Шальке 04
- Ісландія: Фрам
- Угорщина: Уйпешт